# Заваллівська селищна територіальна громада
Заваллівська селищна громада — територіальна громада в Україні, в Голованівському районі Кіровоградської області. Адміністративний центр — селище Завалля.
Площа громади — 247,5 км², населення — 11 133 мешканця (2020).

## Населені пункти
У складі громади 2 селища: Завалля, Салькове і 10 сіл:
- Березівка
- Вільховецьке
- Жакчик
- Кленове
- Могильне
- Таужне
- Ташлик
- Тракт
- Чемерпіль
- Червоні Маяки